# ناحیه ژنو، شهرستان فریبورن، مینه سوتا
ناحیه ژنو (به انگلیسی: Geneva Township) یک منطقهٔ مسکونی در ایالات متحده آمریکا است که در شهرستان فری‌بورن، مینه‌سوتا واقع شده‌است.
 ناحیه ژنو ۹۲٫۳ کیلومتر مربع مساحت و ۴۳۹ نفر جمعیت دارد و ۳۷۲ متر بالاتر از سطح دریا واقع شده‌است.